# Acuerdos de Washington

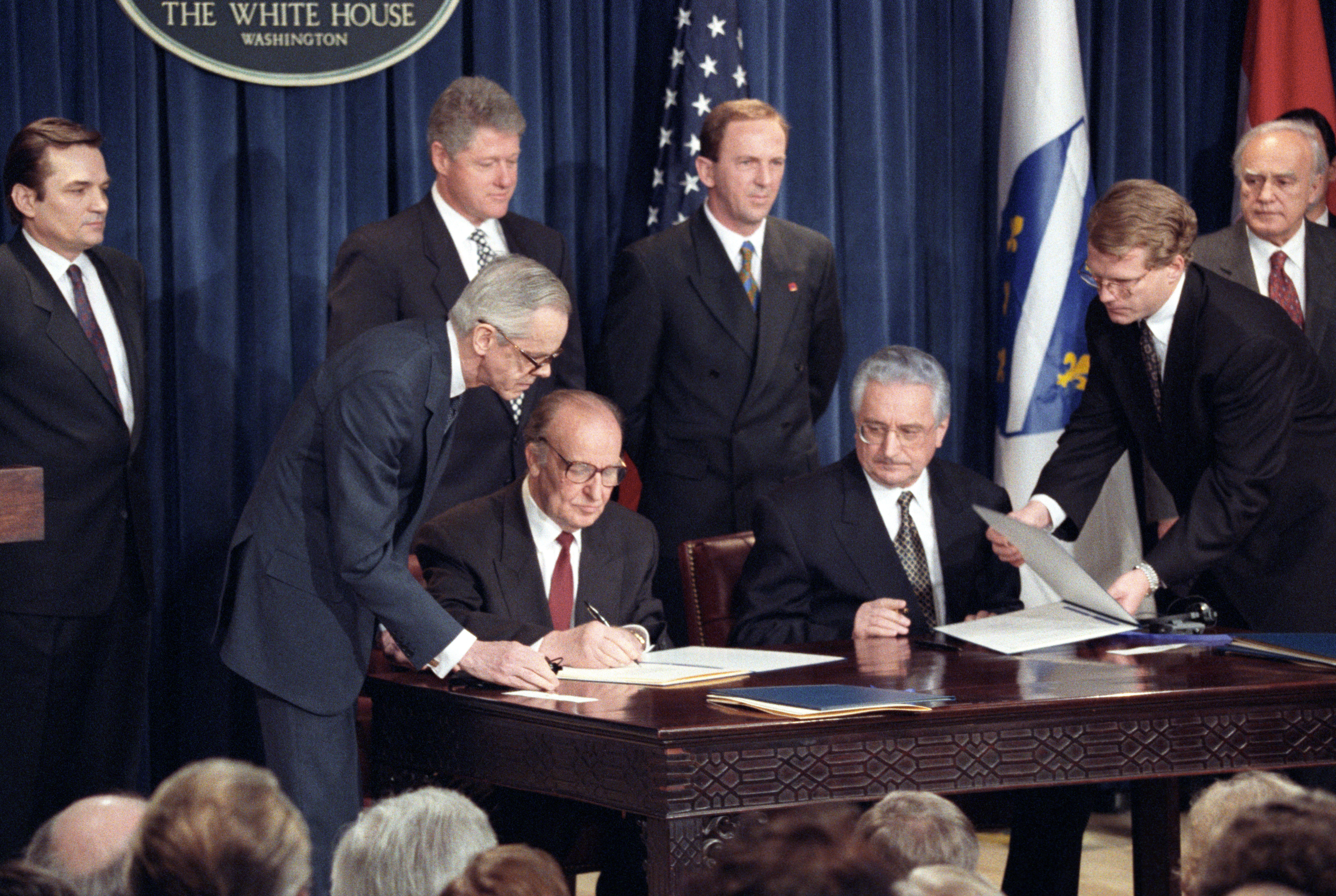
Firma del tratado.

Los Acuerdos de Washington fueron unas negociaciones de paz entre los Bosniocroatas y la República de Bosnia y Herzegovina, con cuyo gobierno (controlado por bosníacos), se encontraban en guerra. Firmados en Washington D. C. y Viena en marzo de 1994 por el primer ministro bosnio Haris Silajdžić, el ministro de Exteriores croata Mate Granić y el presidente de Herzeg-Bosnia Krešimir Zubak, en ellos se acordó fusionar los territorios controlados por los croatas y las fuerzas gubernamentales bosnias en una entidad que sería dividida en 10 cantones autónomos y que recibiría el nombre de Federación de Bosnia y Herzegovina. El sistema cantonal fue el elegido con el objeto de evitar que un grupo étnico adquiriese una posición política dominante sobre el resto.